# Place du Frère-André
Pour les articles homonymes, voir Frère André.
La Place du Frère-André est une place de Montréal. 

## Situation et accès
Cette petite place publique du centre-ville est située à l'intersection du boulevard René-Lévesque ouest et de la Place Phillips (la rue qui prolonge le square Phillips).  On y retrouve une statue de Frère André.

## Origine du nom

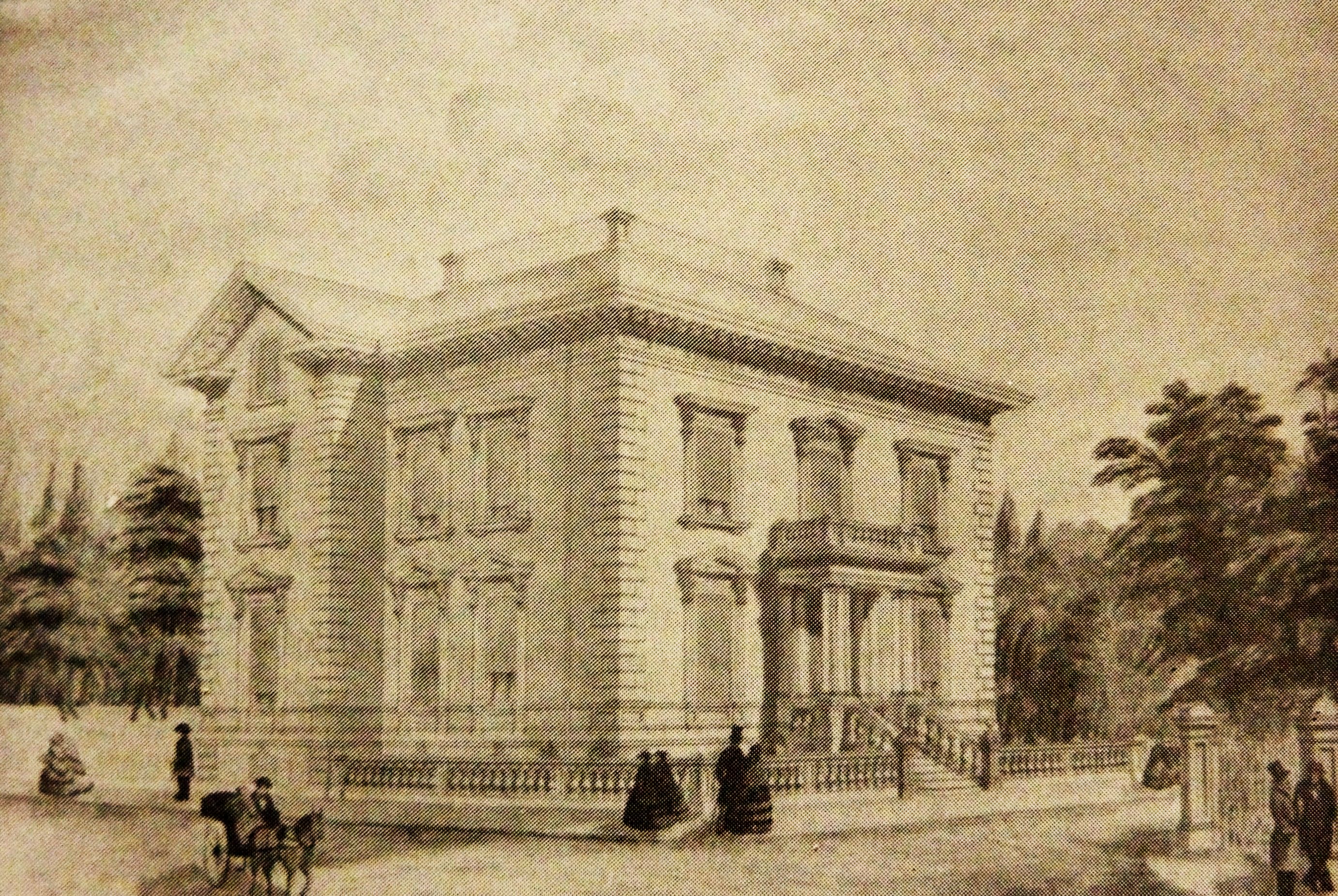
Square Beaver Hall et Maison William-Dow vers 1870

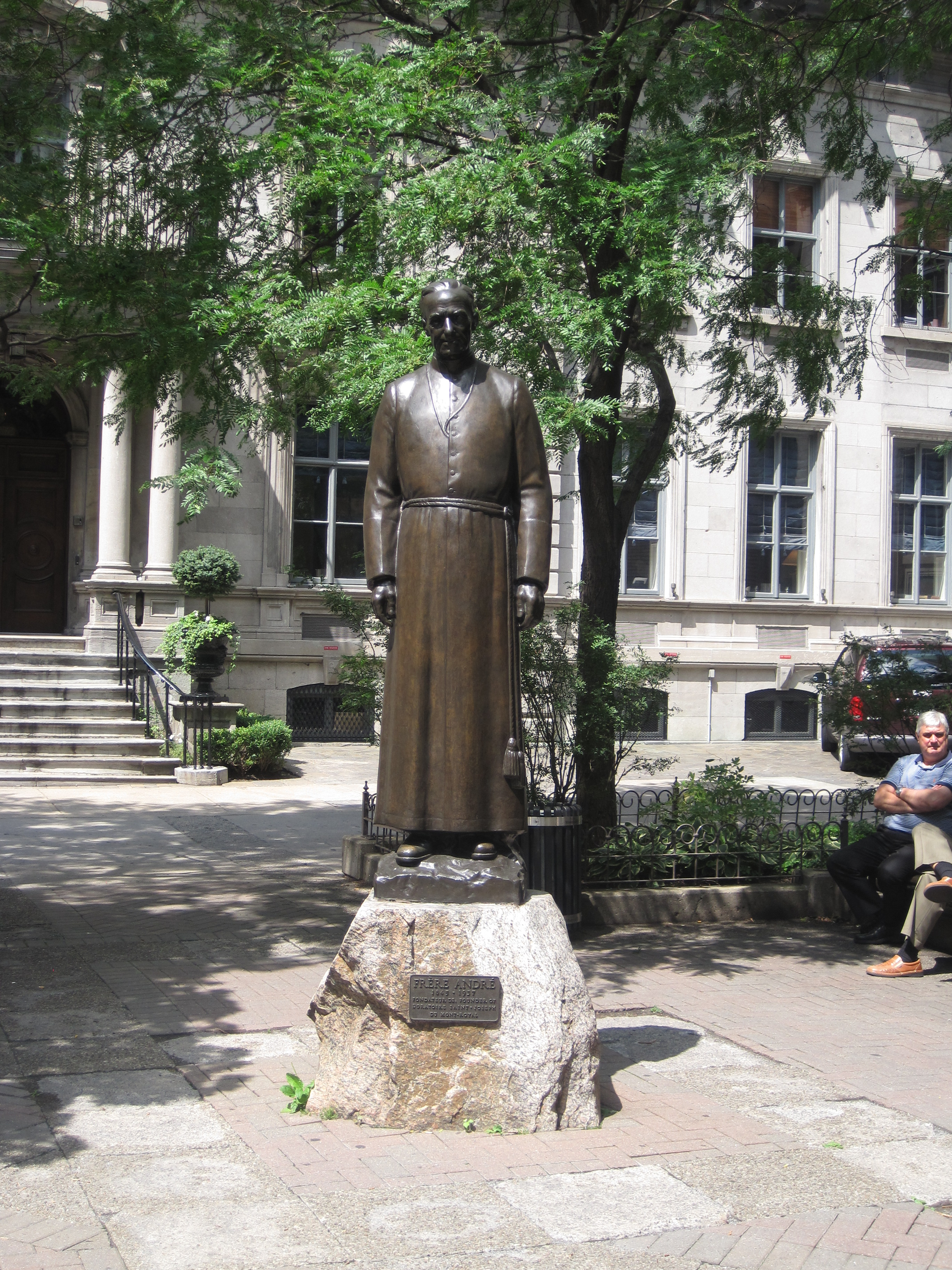
Statue du frère André à la Place du Frère-André, août 2010

Elle rend honneur à Alfred Bessette, mieux connu sous le nom de Frère André (1845-1937), qui est à l’origine de la construction de l’oratoire Saint-Joseph.

## Historique
Cette place, connue précédemment comme le « square du Beaver-Hall », est cédée à la Ville de Montréal en 1842 par M. Alfred Phillips en même temps que le square Phillips, situé à proximité. 
Au milieu du XIXe siècle, elle est plus vaste qu'aujourd'hui et est entourée de maisons en terrasse, dont d'imposantes maisons de ville. Elle est nommée place du Frère-André le 21 septembre 1982.
Le 2 novembre 1986, le maire de Montréal, Jean Drapeau, dévoile une statue du Frère André signée Émile Brunet. Cette statue a été réalisée en 1955 pour l'oratoire Saint-Joseph et déplacée en 1986.

## Bâtiments remarquables et lieux de mémoire
- Maison William-Dow
- Côte du Beaver Hall

## Source
- Ville de Montréal, Les rues de Montréal, Répertoire historique. Éditions du Méridien. 1995.